# Der Gute Kamerad

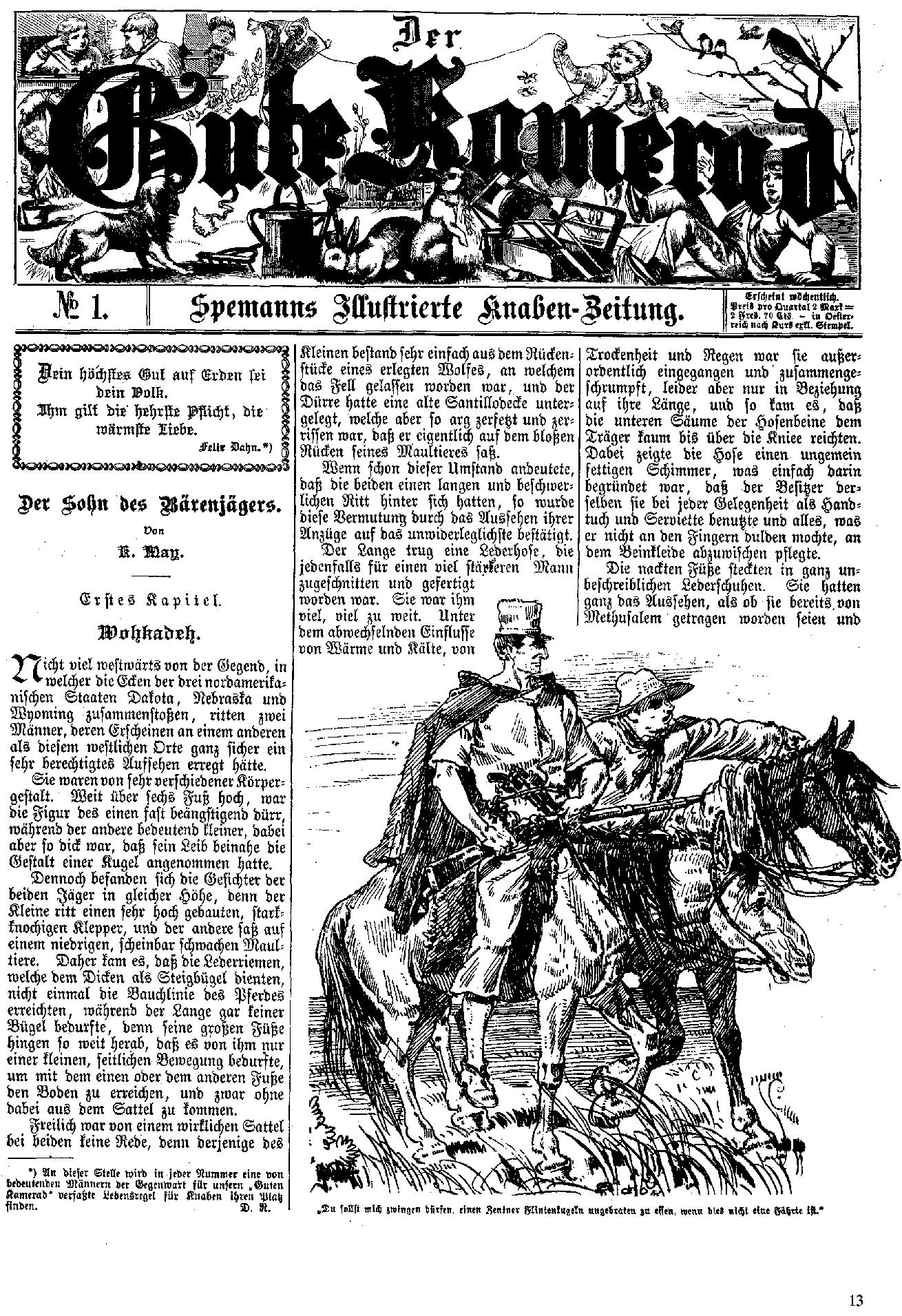
Titelblatt der ersten Ausgabe, 1887

Der Gute Kamerad war eine 1886 von Wilhelm Spemann begründete illustrierte Knaben-Zeitung, die im Verlag Wilhelm Spemann in Stuttgart erschien. Sie war das Gegenstück zu der im gleichen Verlag herausgegebenen Mädchen-Zeitung Das Kränzchen.

## Geschichte
Der Gute Kamerad startete am 8. Januar 1887 mit seiner ersten Ausgabe und erschien im wöchentlichen Rhythmus. Dies war ein für eine Unterhaltungszeitschrift recht außergewöhnliches Datum, da ein Zeitschriftenjahrgang damals stets die Zeit vom Oktober bis zum September des Folgejahres umfasste.
Die Zeitschrift entwickelte sich mit ihrer Mischung aus Unterhaltungsliteratur, Wissensvermittlung und ratgebenden Artikeln schnell zu einer der beliebtesten Knaben-Zeitungen auf dem deutschen Markt. Diesen Erfolg verdankte Der Gute Kamerad vor allem den enthaltenen Abenteuererzählungen, die in zahlreichen Fortsetzungen den Leser an das Heft banden. Gleich die erste Ausgabe startete mit der Jugenderzählung Der Sohn des Bärenjägers von Karl May, der mit dieser Geschichte einen neuen Typus des Indianerromans schuf. Weitere bekannte Autoren waren in den Folgejahren unter anderem Johannes Kaltenboeck, Franz Treller und Maximilian Kern.
Ein weiterer Punkt für den phänomenalen Erfolg des Guten Kameraden dürfte dem Umstand zu verdanken sein, dass Wilhelm Spemann sowohl Herausgeber als auch Verleger der Zeitschrift war. Bei vielen anderen Zeitschriften der Zeit gab es in dieser Beziehung häufig Probleme, da unterschiedliche Vertragspartner nicht selten völlig entgegengesetzte moralische oder ästhetische Ansprüche vertraten oder sich eine Seite aus persönlichen oder finanziellen Gründen plötzlich dazu entschloss, sich von dem gemeinsamen Projekt zurückzuziehen.
Jeweils zum Jahresende erschien, pünktlich zu Weihnachten, ein Jahresband, der noch einmal sämtliche Inhalte des vergangenen Zeitschriftenjahrgangs in gesammelter Form darbot. Einige der erfolgreichsten Romane und Erzählungen wurden später noch einmal in Buchform veröffentlicht, neben großformatigen Prachtausgaben vor allem in der nach der Zeitschrift benannten Kamerad-Bibliothek, als deren erster Band 1899 Der schwarze Mustang von Karl May erschien.
Das weibliche Pendant der Kamerad-Bibliothek war die Kränzchen-Bibliothek.
Die ersten zwölf Zeitschriftenjahrgänge des Guten Kameraden wurden von Wilhelm Spemann persönlich betreut. Sein Nachfolger wurde Johannes Kaltenboeck, der unter verschiedenen Pseudonymen wie Max Felde und Andries van Straaden auch als Verfasser von Abenteuererzählungen hervortrat, die im Guten Kameraden veröffentlicht wurden. In seinen Indianererzählungen orientierte er sich dabei an Karl May, der darüber sehr verärgert gewesen sein soll. Nicht sicher nachgewiesen ist bisher, dass dies – neben Meinungsverschiedenheiten über Honorarzahlungen – auch zur Aufkündigung der Zusammenarbeit mit dem Guten Kameraden durch May geführt hat.
Der Gute Kamerad erschien ohne Unterbrechung bis zum Jahrgang 1943/44. Nach dem Ende des Zweiten Weltkriegs erfolgte im Jahr 1951 ein Neustart. 1968 wurde die Herausgabe eingestellt.

## Bände der Kamerad-Bibliothek

### Vor 1945

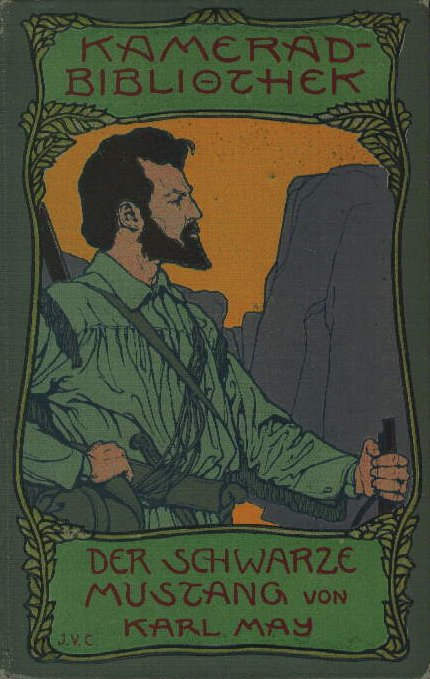
Deckelbild der ersten Buchauflage von Karl Mays Der Schwarze Mustang, 1899

1. 1899: Karl May: Der Schwarze Mustang
2. 1899: Franz Treller: Der letzte vom „Admiral“
3. 1900: Max Felde: Der Arrapahu
4. 1900: Theodor Berthold: Lustige Gymnasialgeschichten
5. 1901: Franz Treller: Der Sohn des Gaucho
6. 1901: Carl Matthias: Mit vollen Segeln
7. 1901: Andries van Straaden: Der Depeschenreiter
8. 1901: Max Felde: Addy der Rifleman
9. 1903: Max Felde: Villa Bibberheim
10. 1904: Franz Treller: Der Enkel der Könige
11. 1905: Hans Nikolaus Ernst Graf von Bernstorff: Auf großer Fahrt
12. 1906: Franz Treller: Der Gefangene der Aimaràs
13. 1907: Richard Schott: Der Buschläufer
14. 1907: Maximilian Kern: Im Labyrinth des Ganges
15. 1909: Theodor Berthold: Aus Tertia und Sekunda
16. 1909: Maximilian Kern: In der Wildnis des Gran Chaco
17. 1910: Paul Grabein: In Tropenglut und Urwaldnacht
18. 1911: Maximilian Kern: Das Erbe des Pharao
19. 1912: Kurt Remberg: Der Maorischatz
20. 1913: Paul Grabein: Die Diamantensucher von Dorstveldrand
21. 1914: Maximilian Kern: Der Zwingherr von Celebes
22. 1915: Reinhard Roehle: Unter Bullerdieks und Teerjacken
23. 1915: Max Felde: 1914–1915. Denkwürdige Kriegserlebnisse
24. 1916: Wilhelm von der Mühle= Sophie Kloerss: Oll Priem und seine Jungens
25. 1916: Reinhard Roehle: Durch Urwald und Sertao
26. 1916: Max Felde: Mit vereinten Kräften
27. 1917: Max Felde: Das Gold von Sacramento
28. 1917: Maximilian Kern: Unter Mongolen und Wilden
29. 1918: Max Krüger: Zobel und Silberfuchs
30. 1919: Reinhard Roehle: das Geheimnis von Ragpura
31. 1920: Wilhelm von der Mühle = Sophie Kloerss: Jan Feuerkopf
32. 1921: Otto Rudert: Die Insel des Flibustiers
33. 1922: Reinhard Roehle: Der Kampf um die Tigermine
34. 1923: Wilhelm von der Mühle = Sophie Kloerss: Hein Hannemann
35. 1924: Robert Fuchs-Liska: Die zwei Matrosenbibeln
36. 1925: Otfrid von Hanstein: Dick Roberts der Goldsucher
37. 1926: Fritz Otto Busch: Südwester und Stahlhelm
38. 1927: Edmund Kiß: In den Schluchten des Prisats
39. 1928: Fritz Daum: Dätach Kaß der Arickarahäuptling
40. 1929: Edmund Kiß: Der Freund des Rebellen
41. 1930: Hugo von Waldeyer-Hartz: Mein Feld – Die Welt
42. 1931: Otto Rudert: Der Stern von Mopico
43. 1932: Otto Rudert: Das Land der Gifte
44. 1933: Holger Fries: Unter gelben Piraten
45. 1934: Ronald Winter: Gold auf Vulkania

### Nach 1945
1. 1950: Karl May: Der schwarze Mustang
2. 1950: Franz Treller: Der Enkel der Könige
3. 1950: Franz Treller: Verwehte Spuren
4. 1951: Franz Treller: Der Gefangene der Aimaràs
5. 1951: Franz Treller: Der Sohn des Gaucho
6. 1951: Franz Graf Zedtwitz: Der Untergang des Sonnenreiches
7. 1951: Max Felde: Der Arrapahu
8. 1952: Franz Braumann: Fluß ohne Namen
9. 1952: Franz Treller: Der König der Miami
10. 1952: Franz Braumann: Sturm über dem Dasto-Ghil
11. 1952: Franz Treller: Das Kind der Prärie
12. 1953: Maximilian Kern: Das Auge des Fo
13. 1954: Maximilian Kern: Unter der Klaue des Drachen
14. 1953: Franz Braumann: El Trauco der Berggeist
15. 1953: Gustav Dittmar: Mit den Konquistadoren ins Goldland
16. 1954: Fritz Moeglich: Der Berg der toten Häuptlinge
17. 1954: Otto Willi Gail: Hans Hardts Mondfahrt
18. 1954: James Fenimore Cooper: Der rote Freibeuter
19. 1955: Maximilian Kern: Das Erbe des Pharao